# Deborah Bestwick
Déborah Jayne Bestwick (7 de marzo de 1970) es una empresaria británica perteneciente al campo de los videojuegos.
Después de una corta carrera en el comercio minorista de videojuegos, formó parte de la fusión en diciembre de 1990, entre el Editor de videojuegos británico 17-Bit Software y  el Desarrollador sueco Team 7, creador de Team17. Fue codirectora de la nueva empresa hasta 2010 en que compró las participaciones de los otros fundadores para convertirse en Directora ejecutiva (CEO). En mayo de 2018 Team17 salió a bolsa, lo que supuso un beneficio de £50 Millones de dólares a Bestwick. 
Entre 2015 y 2017 recibió diversos reconocimientos relacionados con la industria de los videojuegos siendo declarada en junio de 2016 Miembro de la Más Excelente Orden del Imperio Británico. 

## Trayectoria
Deborah Jayne Bestwick nació el 7 de marzo de 1970 y asistió a la Escuela Holgate en Hucknall, Nottingham, Reino Unido.
Su interés por lo videojuegos comenzó a los doce años, cuando jugaba Football Manager en el ZX Spectrum de su hermano. A los 16 años, mientras preparaba sus exámenes de nivel A, con el fin de financiar sus vacaciones de verano, consiguió un trabajo a tiempo parcial en una tienda de videojuegos en Nottingham. Esta experiencia llevó a Bestwick a considerar la idea de trabajar con videojuegos como "el paraíso" y nunca terminó sus exámenes. Poco después, el propietario de la tienda renunció y dejó que Bestwick se hiciera cargo del negocio. 
Ella dirigió la tienda durante doce meses antes de negociar su venta al empresario Michael Robinson y su integración en su cadena minorista de ordenadores con presencia en todo el Reino Unido, Microbyte, que tenía su sede en Wakefield. En Microbyte, Bestwick fue ascendida repetidamente, llegando a ser Directora de promociones y más tarde Directora de ventas.  
En 1990, su compañero de trabajo Martyn Brown concibió la idea de convertir 17-Bit Software, un editor de videojuegos también propiedad de Robinson, en una empresa que actuara como editor y desarrollador. Él actuaría como gerente del proyecto y contrataría como desarrolladores a un equipo sueco de tres hombres de Olofström, conocido como Equipo 7.
El Equipo 7 se había formado a principios de ese año gracias a las interacciones entre Brown y el programador sueco Andreas Tadic y, en ese momento, estaba formado por Tadic, Rico Holmes y Peter Tuleby. Tras el acuerdo de Robinson, Brown se convirtió en el gerente del proyecto, y a Bestwick pasó a desempeñar la función de "soporte comercial" para 17-Bit Software. Los dos estudios pronto acordaron fusionarse formalmente y crearon Team17 el 7 de diciembre de 1990.  Bestwick y Brown dirigieron el negocio diario de Team17 hasta que ella compró a Brown y a Robinson en 2010 para convertirse en la directora ejecutiva (CEO) y directora única de la empresa. En mayo de 2018, Bestwick y Chris Bell, a quien contrató como presidente de Team17, lanzaron una oferta pública inicial para Team17. La empresa cotizó en el Mercado de Inversiones Alternativas de la Bolsa de Valores de Londres y Bestwick recibió alrededor de 50 millones de libras de ganancia inesperada por la venta de la mitad de sus acciones.
Eurogamer informó en febrero de 2022 que los empleados de Team17 tenían sentimientos encontrados hacia Bestwick. Algunos empleados afirmaron que ella generaba una cultura de presentismo en la empresa y que con frecuencia transmitía la presión de los socios externos o la caída del precio de las acciones a los empleados y hacía que algunas personas abandonaran las reuniones llorando. Una empleada dijo que ignoró el acoso.
Bestwick tenía la intención de renunciar como directora ejecutiva de Team17 y ser reemplazada por Steve Bell el 1 de enero de 2024 para pasar a desempeñar un papel no ejecutivo mientras permaneciese en la Junta Directiva.
Actualmente es tiene dos hijos y resideen el campo al norte de Nottingham.

## Reconocimientos
En abril de 2015, en los premios MCV 2015, la revista de videojuegos MCV nombró a Bestwick "Persona del año". En la primera conferencia de Mujeres en los Juegos en septiembre de 2015, también organizada por MCV, Bestwick recibió el premio "Salón de la Fama". En la segunda edición, celebrada en mayo de 2016, Bestwick ganó el premio "Mujer de negocios del año". En los Birthday Honors de 2016, Bestwick fue declarada Miembro de la Muy Excelente Orden del Imperio Británico (MBE) por sus servicios en la industria de los videojuegos. En los Premios Golden Joystick de 2017, Bestwick fue premiada en la categoría de "Contribución destacada a la industria de los videojuegos del Reino Unido".